# 다벌국
다벌국(多伐國)은 진한 소국의 하나이다.
《삼국사기》에는 신라 파사 이사금 29년(108년)에 비지국, 초팔국과 함께 신라에 복속된 것으로 되어 있다.
다벌국의 위치에 대해서는 달구벌(達句伐)이라고도 불렸던 지금의 대구광역시로 추정되고 있다.